# Beverly (Ohio)
Beverly é uma vila localizada no estado norte-americano de Ohio, no Condado de Washington.

## Demografia
Segundo o censo norte-americano de 2000, a sua população era de 1282 habitantes. 
Em 2006, foi estimada uma população de 1306, um aumento de 24 (1.9%).

## Geografia
De acordo com o United States Census Bureau tem uma área de 
2,0 km², dos quais 1,9 km² cobertos por terra e 0,1 km² cobertos por água. Beverly localiza-se a aproximadamente 198 m acima do nível do mar.

## Localidades na vizinhança
O diagrama seguinte representa as localidades num raio de 20 km ao redor de Beverly. 